# Rozkîdailivka, Korostîșiv
Rozkîdailivka (în ucraineană Розкидайлівка) este un sat în comuna Harîtonivka din raionul Korostîșiv, regiunea Jîtomîr, Ucraina.

## Demografie
Componența lingvistică a localității Rozkîdailivka
     Ucraineană (97,06%)
     Rusă (2,94%)
Conform recensământului din 2001, majoritatea populației localității Rozkîdailivka era vorbitoare de ucraineană (97,06%), existând în minoritate și vorbitori de rusă (2,94%).